# Ichthyoxenus longenditus
Ichthyoxenus longenditus är en kräftdjursart som beskrevs av Shen 1940. Ichthyoxenus longenditus ingår i släktet Ichthyoxenus och familjen Cymothoidae. Inga underarter finns listade i Catalogue of Life.